# Fellen
Fellen è un comune tedesco di 916 abitanti, situato nel circondario del Meno-Spessart nel distretto della Bassa Franconia nel land della Baviera.